# Lothar Kurbjuweit
Lothar Kurbjuweit (Seerhausen, 6 novembre 1950) è un allenatore di calcio ed ex calciatore tedesco orientale, dal 1990 tedesco, di ruolo difensore centrale.

## Carriera

### Giocatore

#### Club
Iniziò la carriera nel 1965 nello Stahl Riesa. Nel 1970 venne prelevato dal Carl Zeiss Jena con cui giocherà fino alla fine della carriera, nel 1983, vincendo in tutto tre FDGB Pokal.

#### Nazionale
Con la Germania Est giocò 59 presenze, più altre sette non ufficiali, impreziosite da 3 reti, più un'altra segnata in una partita non ufficiale. Partecipò ai Giochi olimpici di Monaco di Baviera 1972 e Montréal 1976 e al campionato del mondo 1974.

### Allenatore
Appese le scarpette al chiodo, Kurbjuweit allenò il Carl Zeiss Jena dal 1984 al 1989, il Rot-Weiss Erfurt dal 1989 al 1992 e il VfB Pößneck in due periodi distinti.

## Palmarès

### Giocatore

#### Club
- Coppa della Germania Est: 3

Carl Zeiss Jena: 1971-1972, 1973-1974, 1979-1980

#### Nazionale
- Bronzo olimpico: 1

Monaco di Baviera 1972
- Oro olimpico: 1

Montréal 1976

### Allenatore
- Coppa Piano Karl Rappan: 3

1986, 1987, 1988